# Robert Merrill
Robert Merrill (Brooklyn, 4 juin 1917 - New Rochelle, 23 octobre 2004) est un baryton américain, qui jouit d'une longue et brillante carrière au Metropolitan Opera de New York.

## Biographie
Il étudie d'abord avec sa mère, Lillian Miller, une chanteuse qui abandonna sa carrière après son mariage, puis avec Samuel Margolis. Il débute en 1943 à Trenton, en Amonasro, et au Metropolitan Opera, en 1945, en Germont, où il défendra avec brio pendant près de trente ans les grands rôles du répertoire italien et français.
À la fin des années 1950 et au début des années 1960, il apparaissait régulièrement sous la direction d' Alfredo Antonini au Lewisohn Stadium à New York. Merrill a chanté des airs du répertoire d'opéra italien pour la populaire série de concerts "Italian Night" pour le public de plus de 13,000 invités,,,.
Bien que la majeure partie de sa carrière se déroula au Met, il chanta aussi aux Opéras de San Francisco et Chicago. À l'étranger il parut au  Palais Garnier de Paris (Figaro) et au Royal Opera House de Londres (Germont) en 1967.
Voix de bronze, solide et infatigable, Merrill était surtout réputé pour les rôles de baryton-Verdi. Il enregistra La traviata et Un ballo in maschera, sous la direction d'Arturo Toscanini.
Merrill fut brièvement marié à la soprano Roberta Peters en 1952.

## Discographie sélective
- 1958 - Il barbiere di Siviglia - Robert Merrill, Roberta Peters, Cesare Valletti, Fernando Corena, Giorgio Tozzi - Metropolitan Opera Chorus and Orchestra, Erich Leinsdorf - (RCA)
- 1960 - La traviata - Anna Moffo, Richard Tucker, Robert Merrill - Chœur et orchestre de l'Opéra de Rome, Fernando Previtali - (RCA)
- 1961 - Lucia di Lammermoor - Joan Sutherland, Renato Cioni, Robert Merrill, Cesare Siepi - Coro e Orchestra dell'Accademia di Santa Cecilia, John Pritchard - (DECCA)
- 1961 - La bohème - Anna Moffo, Richard Tucker, Mary Costa, Robert Merrill, Giorgio Tozzi, Philip Maero - Chœur et orchestre de l'Opéra de Rome, Erich Leinsdorf - (RCA)
- 1963 - Rigoletto - Robert Merrill, Anna Moffo, Alfredo Kraus, Rosalind Elias, Ezio Flagello - RCA Italiana Opera Chorus and Orchestra, Georg Solti - (RCA)
- 1964 - La forza del destino - Leontyne Price, Richard Tucker, Robert Merrill, Shirley Verrett, Giorgio Tozzi, Ezio Flagello - RCA Italiana Opera Chorus and Orchestra, Thomas Schippers - (RCA)
- 1966 - Un ballo in maschera - Leontyne Price, Carlo Bergonzi, Robert Merrill, Shirley Verrett, Reri Grist - RCA Italiana Opera Chorus and Orchestra, Erich Leinsdorf - (RCA)
- 1967 - La Gioconda - Renata Tebaldi, Carlo Bergonzi, Robert Merrill, Marilyn Horne, Nicolai Ghiuselev - Coro e Orchestra dell'Accademia di Santa Cecilia, Lamberto Gardelli - (Decca)

## Sources
- (en) The Metropolitan Opera Encyclopedia, éd. de David Hamilton, (Simon & Schuster, New York, 1987)  (ISBN 0-671-61732-X)